# Whitehall (Pennsylvania)
Whitehall ist eine Gemeinde (Borough) im Allegheny County im US-Bundesstaat Pennsylvania. Laut Volkszählung im Jahr 2010 hatte sie eine Einwohnerzahl von 13.944 auf einer Fläche von 8,6 km². Sie ist Teil der Metropolregion Pittsburgh.

## Geschichte
Whitehall ist wahrscheinlich nach der Taverne von Silas D. Prior an der Brownsville Road benannt, die in den 1850er Jahren in White Hall umbenannt wurde. Das Gebäude existiert noch immer, befindet sich aber in Brentwood. Eine andere mögliche Quelle für den Namen der Gemeinde ist, dass das Gebiet, das früher im Township Baldwin lag, als Whitehall Driving Park bekannt war.
Im Jahr 1946 begannen die Bewohner der vierten, fünften, sechsten und siebten Wards von Baldwin Township den Prozess der Abspaltung. Eine Petition wurde am 14. Oktober 1946 eingereicht. Als Reaktion darauf beriefen die Beamten von Baldwin Township eine Dringlichkeitssitzung ein, um eine Petition zur Umwandlung von Baldwin Township in ein Borough einzureichen, da es viel schwieriger ist, sich von einem Borough abzuspalten als von einer Township. Am 5. Januar 1948 trennte sich Whitehall von Baldwin Township, um eine unabhängige Gemeinde zu werden. Laut dem ehemaligen Bürgermeister Edwin F. Brennan wollten die Einwohner von Whitehall bessere Dienstleistungen und eine bessere Zoneneinteilung, als sie unter der Zuständigkeit des Townships erhielten.

## Demografie
Nach einer Schätzung von 2019 leben in Whitehall 13.393 Menschen. Die Bevölkerung teilt sich im selben Jahr auf in 84,3 % Weiße, 2,9 % Afroamerikaner, 0,2 % amerikanische Ureinwohner, 7,2 % Asiaten, 0,1 % Ozeanier und 4,9 % mit zwei oder mehr Ethnizitäten. Hispanics oder Latinos aller Ethnien machten 1,6 % der Bevölkerung aus. Das mittlere Haushaltseinkommen lag bei 66.484 US-Dollar und die Armutsquote bei 13,0 %.